# Газ Трикоми
Газ Трикоми — жидкая модельная среда, применяемая в аэродинамике для приближения поведения реального газа при движении тела со скоростью, близкой к скорости звука. Имеет уравнение состояния, которому в плоскости годографа соответствует уравнение Трикоми. Была введена в 1940-х годах в связи с необходимостью моделирования полётов на сверхзвуковых скоростях .

Ввиду принципиальной важности уравнения Трикоми исследователи в области аэродинамики сочли нужным ввести понятие модельной жидкости с уравнением состояния, которому в плоскости годографа соответствует уравнение Трикоми. Такая жидкость получила наименование газа Трикоми. Эта модель довольно хорошо приближает реальный газ в режимах, близких к околозвуковым, но, как и следует ожидать, при скоростях существенно дозвуковых или сверхзвуковых модель не отражает истинной картины. В 1947 г. во время посещения Турина фон Карман сообщил Трикоми, какое важное значение для аэродинамики имеет его уравнение. Узнав о том, что газ, названный его именем, обладает парадоксальными свойствами, Трикоми не был этим польщен и в 1957 г. опубликовал заметку «Необычные свойства газа Трикоми».